# Néstor Morais
Néstor Fabián Morais González (* 6. März 1980 in Montevideo) ist ein uruguayischer Fußballspieler.

## Karriere
Der 1,86 Meter große Offensivakteur Morais gehörte zu Beginn seiner Karriere im Jahr 2000 der Mannschaft von Liverpool Montevideo an. Anschließend war er von 2001 bis Ende 2002 beim Club Atlético Rentistas aktiv. In der ersten Jahreshälfte 2003 stand er in Reihen des Club Atlético Cerro. Sodann war bis Mitte 2005 Plaza Colonia sein Arbeitgeber. In der Saison 2005 bestritt er dort fünf Spiele (kein Tor) in der Primera División. Bis zum Jahresende gehörte er dem Kader des Envigado FC an. Bei den Kolumbianern stehen drei Einsätze ohne persönlichen Torerfolg für ihn zu Buche. Ab 2006 setzte er seine Karriere bis Ende 2010 beim Uruguay Montevideo FC fort. Die Montevideaner setzten ihn in mindestens acht Partien ein, bei denen er einmal als Torschütze geführt wird. In den ersten sechs Monaten des Jahres 2011 absolvierte er im Rahmen eines Engagements beim costa-ricanischen Klub Pérez Zeledón zwei Ligaspiele in der dortigen Primera División. Im September 2011 verpflichtete ihn der Club Atlético Progreso, bei dem er in der Spielzeit 2011/12 in 16 Begegnungen der Segunda División auflief und sechs Treffer erzielte. 2012 wird er dann auch beim argentinischen Verein Atlético Policial als Spieler mit drei Einsätzen (kein Tor) geführt. 2013 ist eine Karrierestation bei Villa Teresa mit 15 Einsätzen und drei persönlichen Torerfolgen geführt. Andere Quellen führen für ihn lediglich sieben Zweitligaeinsätze und zwei Tore in der Apertura 2013.